# Kolutićavci
Kolutićavci (Annelida) su životinje iz skupine beskralješnjaka, a dobili su ime po tome što im se tijelo sastoji od više kolutića. Upravo na osnovi te specifične građe tijela svrstani su u zasebno koljeno u okviru grupe koljena Lophotrochozoa svrstanih među Protostomia. Kolutićavci se dijele na tri razreda, mnogočetinaše, Myzostomida i pojasnike, a pojasnici se zatim dijele na maločetinaše i pijavice. Ukupno, u ovu skupinu spada oko 18.000 različitih vrsta. Najveća poznata vrsta živi u Australiji i može narasti do dužine od 3 m (Megascolides australis), kao i jedna vrsta (Eunice aphroditois) koja živi u moru koja dosiže sličnu dužinu a ima do 1000 kolutića. Najmanje vrste žive u podzemnim vodama i u prostoru između zrnaca pijeska morske obale (Mezopsamon) a dosežu dužinu od 300 mikrona, dok je vrsta Dinophilus gyrociliatus duga čak samo 50 mikrona.

## Građa
Najvažnije evolucijske promjene koje su se dogodile kod kolutićavaca u odnosu na crvolike životinje je, da imaju sekundarnu trbušnu šupljinu (Coelom) i da su segmentirane. U svakom se kolutiću organi ponavljaju, živčani je sustav ljestvičast, oplodnja je unakrsna, a prvi se put javlja zatvoren optjecajni sustav (krvotok).
Predstavnici koljena kolutićavaca jesu dvobočno simetrične životinje, mekanog, ravnomjerno kolutičavog tijela izvana i iznutra koje nastanjuju mora, kopnene vode i vlažno tlo. Na tijelu većine kolutićavaca razlikujemo usni kolutić ispred kojeg se nalazi nabor akron, kolutiće trupa i analni kolutić.
Tijelo kolutićavaca izvana obavija jednoslojna epiderma pokrivena tankon otpornom kutikulom. U epidermi se nalaze brojne žljezdane stanice i osjetila. Epiderma ima pokrovnu, zaštitnu, ali i ulogu disanja jer većina kolutićavaca nema posebne organe za disanje (kopneni kolutićavci poput gujavice i manji vodeni kolutićavci). Ispod epiderma nalazi se sloj prstenastih i uzdužnih mišića, a u unutrašnjosti tijela pružaju se i kosi mišići. Stezanjem prstenastih mišića tijelo kolutićavaca se izdužuje, a stezanjem uzdužnih skraćuje se.
Kolutićavci imaju u svakom kolutiću s trbušne strane jedan par živčanih ganglija koji su međusobno povezani tako da živčevlje ima ljestvičav izgled. S leđne strane tijela ispred usta nalazi se moždani ganglij, iznad ždrijela je par nadždrijelnih ganglija prstenasto povezanih s jednim parom proždrijelnih ganglija. Proždrijelni gangliji čine početak trbušne živčane vrpce koja je ljestvičavo organizirana.
Jedna od najpoznatijih porodica kolutićavaca su gujavica.

## Probavni sustav
Kolutićavci imaju jednostavan i otvoren probavni sustav. Hrana im ulazi kroz usta pa u ždrijelo, prolazi kroz dugačko crijevo i izlazi kroz crijevni otvor.

## Disanje
Većina kolutićavaca na kopnu diše kožom pomoću procesa zvanog difuzija. To je i jako korisno za njih jer pomoću difuzije plinovi lako ulaze u krv i lako se izlučuju štetne tvari u okoliš.

## Kretanje
Na trupnim kolutićima mnogočetinaša nalaze se sa svake strane strukture za kretanje - parapodiji, a kod maločetinaša, sa svake strane i trbušno, redovi manje ili više uočljivih četina. Pijavice nemaju ni parapodije ni četine.

## Podrijetlo
Kolutićavci su se razvili od predaka koji su imali kolutićavo tijelo. Ti prastari kolutićavci su imali izdanke koji se smatraju početkom razvoja nogu.

## Razredi
- Razred Clitellata Michaelsen, 1919
  - Podrazred Hirudinea
  - Podrazred Oligochaeta
- Razred Polychaeta

## Vanjske poveznice

### Ostali projekti
|  | Zajednički poslužitelj ima stranicu o temi Annelida |
|  | Wikivrste imaju podatke o taksonu Annelida          |